# Додонова, Галина Васильевна
Галина Васильевна Додонова (род. 5 ноября 1940, Ярославль) — петербургский скульптор, автор памятника А. А. Ахматовой на Воскресенской набережной, скульптуры «Пушкин-лицеист» в Михайловском, памятника «Детям блокады» на Васильевском острове, а также многих других работ. Заслуженный художник Российской Федерации. Почётный член Российской академии художеств.

## Происхождение, образование
Родилась 5 ноября 1940 года в Ярославле. Занималась в изостудии ярославского Дворца пионеров. В 1961 году окончила Ярославское художественное училище и поступила в Высшее художественно-промышленное училище им. В. И. Мухиной (СПбХПА им. А. Л. Штиглица) в Ленинграде в класс Роберта Карловича Таурита. В 1967 году защитила с отличием дипломную работу «Пушкин-лицеист». С 1973 года член Союза художников России. В 2011 году присвоено звание «Заслуженный художник Российской Федерации».

## Семья
Мать — Анна Дмитриевна Додонова (Митрофанова), отец — Василий Платонович Додонов. Муж — Александр Алексеевич Мурин. Дочь — Мария Александровна Мурина.

## Основные установленные работы
- 1968 г. — «Пушкин-лицеист» у школы № 345, бульвар Красных зорь, д. 6/2, Ленинград. В 1981 году — новая установка в заповеднике А. С. Пушкина «Михайловское» (Пушкинские горы, Псковская область)[1].
- 1977 г. — фонтан «Нева» перед отелем «Ленинград» (ныне отель «Санкт-Петербург»). В 2010 году — новая установка без фонтана[2].
- 1978 г. — фонтан «Золотые фанфары» в санаторно-оздоровительном комплексе «Прометей» под Липецком.
- 1979—1982 гг. — Скульптурное оформление метро «Приморская» в Ленинграде. Рельефы «Корабли Балтики» и «Балтика».
- 1982—1986 гг. — Скульптура «Аист с младенцем» и рельефы для Дворца бракосочетания и Дворца малютки в Калининграде[3].
- 1982 г. — Мемориальная доска К. А. Федину. Литейный пр., 33. Не сохранилась.
- 1984 г. — Надгробие филологу Н. А. Бахтиной. Богословское кладбище, Санкт-Петербург.
- 1988 г. — Надгробие поэту Е. Рывиной. Казанское кладбище, Пушкин.
- 1988 г. — Портреты русских химиков А. М. Бутлерова, Д. П. Коновалова, Л. А. Чугаева, В. Г. Хлопина. Химический факультет СПбГУ, Петергоф, Санкт-Петербург.
- 1988 г. — Скульптура «Утро». Детская поликлиника № 32, пр. Косыгина, Санкт-Петербург.
- 1994 г. — Надгробие нейрохирургу Б. А. Самотокину. Богословское кладбище, Санкт-Петербург.
- 1995 г. — «Торс». Губернаторский парк Ярославского художественного музея.
- 1996 г. — «Поющий крест». Надгробие народному артисту России, хормейстеру А. Г. Мурину. «Литераторские мостки», Санкт-Петербург.
- 1996 г. — Портрет генерала ракетных войск Н. И. Калинина. Сестрорецкое кладбище.
- 2003—2006 гг. — «Семья слонов». Пр. Ветеранов, 52, Санкт-Петербург.
- 2006 г. — Памятник А. А. Ахматовой. Воскресенская набережная, 14, Санкт-Петербург[4].
- Гипсовая модель памятника установлена в следственном изоляторе «Кресты»[5].
- 2007 г. — Памятник-бюст Великой княгине Марии Николаевне. Законодательное собрание (Мариинский дворец), Санкт-Петербург[6].
- 2007 г. — «Богоматерь у креста». Надгробие народной артистке России, профессору Е. П. Кудрявцевой. Новодевичье кладбище, Санкт-Петербург.
- 2008 г. — «Девочка с книгой». Надгробие Розе Додиной. Северное кладбище, Санкт-Петербург.
- 2009 г. — «Бюст А. М. Ушакова». Музей «Нарвская застава», Санкт-Петербург.
- 2010 г. — Памятник «Детям блокады». Наличная ул., д. 55, Санкт-Петербург[7].
- 2011 г. — Скульптурная группа «Блаженны изгнани правды ради» в память пострадавших священно-церковнослужителей. Князь-Владимирский собор, Санкт-Петербург.
- 2014 г. — Памятник «Репрессированным учителям и врачам». Князь-Владимирский собор, Санкт-Петербург[8].
- 2015 г. — «Святой Николай». Симпозиум по скульптуре, село Вятское, Ярославская область.
- 2016 г. — «Памяти А. Т. Матвеева. Сидящий мальчик». Симпозиум по скульптуре «Туранский мир», Коктебель, Крым.
- 2019 г. — «Кровь мучеников — семя христианства». Князь-Владимирский Собор, Санкт-Петербург[9].

## Музеи и выставки
Работы скульптора были представлены на выставках в Японии, Великобритании, Польше, Чехии, Болгарии, Сербии, на более чем ста выставках в России. Г. В. Додонова — участница скульптурных симпозиумов и множества городских конкурсов.
Её работы находятся в музее посольства России в Мадриде, Музее истории Санкт-Петербурга, Музее городской скульптуры Санкт-Петербурга, Музее им. А. С. Пушкина, Музее А. А. Ахматовой «Фонтанный дом», собрании дирекции выставок СХСПб, Фонде СХ России в Москве, Музее современного искусства имени С. Дягилева, Музее космонавтики и ракетной техники им. Глушко СПб, Музее Крейсера «Аврора», Музее прикладного искусства СПбХПА им. А. Л. Штиглица, Музее «Нарвская застава», Благотворительном фонде развития и образования «Синергия», детском фонде Шварца в СПб, в Ярославском, Магаданском, Удмуртском художественных музеях, в Волгоградском музее Политехнического института, Карагандинском художественном музее, а также в частных коллекциях.

#### Персональные выставки
- 1982 г. — Выставка фотографий, Манчестер. Великобритания;
- 1983 г. — Выставочный зал Союза художников на Охте, Ленинград;
- 1984 г. — Дом дружбы с народами зарубежных стран, Ленинград;
- 1988 г. — Пленэрная выставка у Выставочного зала Союза художников на Охте, Ленинград;
- 2005 г. — Смольный институт Филологического факультета СПбГУ, Санкт-Петербург;
- 2006 г. — Галерея «Синергия», Отдел народного образования, Южный округ, Москва;
- 2007 г. — Союз художников, Ярославль;
- 2008 г. — Пушкинский центр, Пушкинские горы;
- 2008 г. — Михайловское, Пушкиногорский заповедник;
- 2011 г. — «Друзья, прекрасен наш союз…». Музей-усадьба Г. Р. Державина — Всероссийский музей А. С. Пушкина. Санкт-Петербург.